# Hirtodrosophila glabrifrons
Hirtodrosophila glabrifrons är en tvåvingeart som först beskrevs av Oswald Duda 1925.  Hirtodrosophila glabrifrons ingår i släktet Hirtodrosophila och familjen daggflugor. Inga underarter finns listade i Catalogue of Life.